# Ruptsi
Ruptsi (bulgariska: Рупци) är ett distrikt i Bulgarien.   Det ligger i kommunen Obsjtina Tjerven brjag och regionen Pleven, i den nordvästra delen av landet, 90 km nordost om huvudstaden Sofia.
Trakten runt Ruptsi består till största delen av jordbruksmark. Runt Ruptsi är det ganska glesbefolkat, med 47 invånare per kvadratkilometer.